# Ratpenat de Watts
El ratpenat de Watts (Pipistrellus wattsi) es troba només a Papua Nova Guinea. Fou anomenat en honor del mastòleg australià Christopher Henry Stuart Watts.